# Ekke Väli
Ekke Väli» (19 de abril de 1952) es un escultor de Estonia. 

## Vida y obra
En el año 2007 participó en el proyecto de decoración de los jardines que rodean el ayuntamiento de Viljandi; junto a los artistas: Ilme y Riho Kuld, Aivar Simson, Hille y Lembit Palm, Hannes Starkopf y Lea Armväärt
Es el autor del Monumento en Tartu a los Hijos de Kalev (en estonio Vabadussõja mälestussammas Kalevipoeg) y del monumento al músico estonio Raimond Valgre en Pärnu.

## Galería

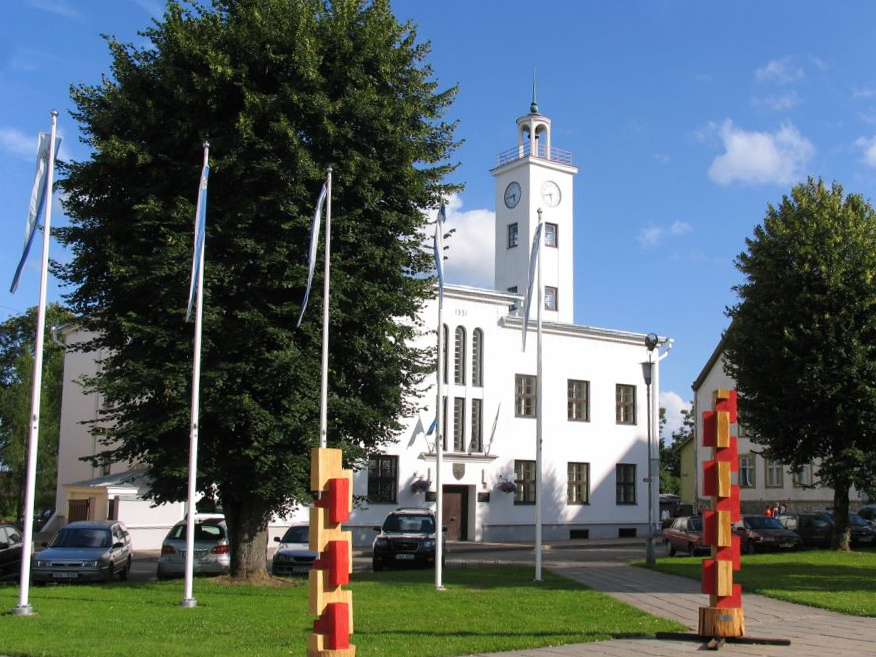
Ayuntamiento de Viljandi